# أولاد عبد الله (الخالفية)
أولاد عبد الله هي إحدى مشيخات المملكة المغربية، تتبع جغرافيا لإقليم الفقيه بن صالح وإداريًا لالخالفية. يقدر عدد سكانها بـ 32296 نسمة حسب الإحصاء الرسمي للسكان والسكنى لسنة 2004.